# 西日本新聞

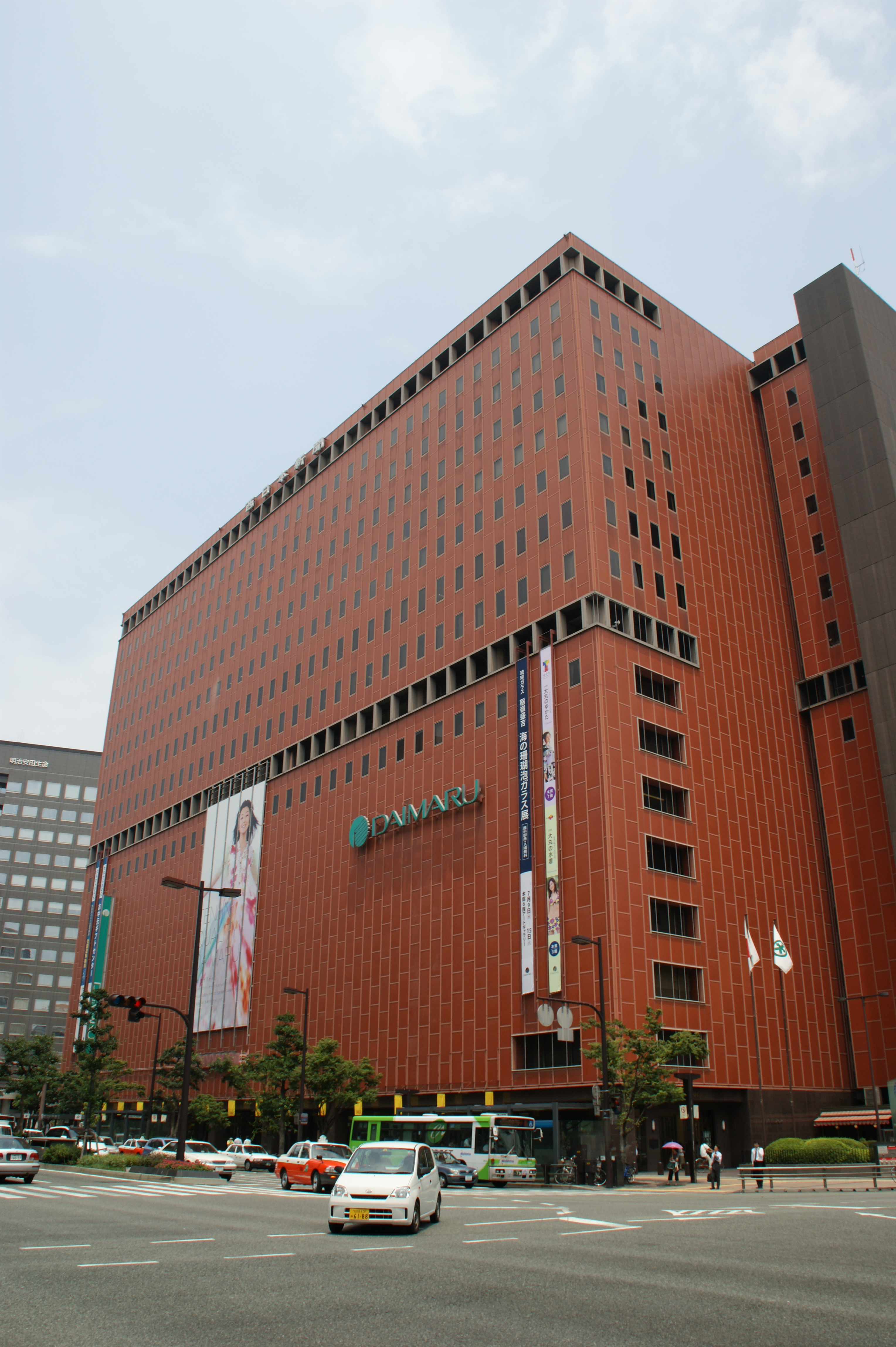
西日本新聞總部

《西日本新聞》（日语：／ Nishinippon Shinbun）是株式會社西日本新聞社所發行的報紙，其主要發行地區為九州地方。其與《北海道新聞》和《中日新聞》有結盟關係，共同構成了地區新聞3社聯盟。2022年5月時，西日本新聞晨報的發行份數有427,855份、晚報有40,677份。西日本新聞創刊于1877年，前身為「筑紫新聞」。1880年，「筑紫新聞」和「筑紫新報」合併為「福岡日日新聞」。1943年，福岡日日新聞社和九州日報社合併為西日本新聞社。
西日本新聞是西日本電視台的主要股東，並且參股了TVQ九州放送。

## 外部連結
- 西日本新聞me （页面存档备份，存于） - 西日本新聞官方網站
- 西日本新聞me的X（前Twitter）
- 西日本新聞me的Facebook專頁
- YouTube上的西日本新聞me頻道